# Kastrycznickaja
Kastrycznickaja (biał. Кастрычніцкая; ros. Октябрьская, Oktiabr´skaja) – stacja mińskiego metra położona na linii Moskiewskiej.
Otwarta została w dniu 6 czerwca 1984 roku. 
Stacja jest jedną z trzech w całej sieci metra, do której wejście zostało wybudowane w istniejącym budynku. Pozostałe dwie to Kupałauskaja i Płoszcza Lenina.
Jest to stacja przesiadkowa – znajduje się na niej przejście na stację Kupałauskają linii Autozawodskiej.
11 kwietnia 2011 roku na stacji miał miejsce zamach terrorystyczny.